# Clase media

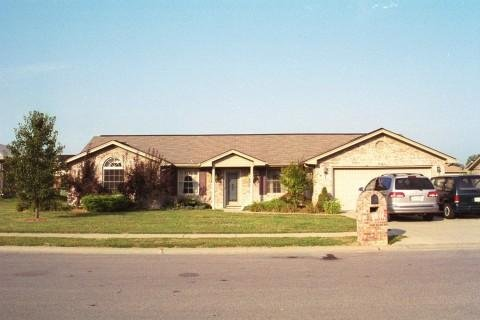
Las familias estadounidenses de clase media generalmente viven en una casa suburbana con un préstamo de 25 años y 2 automóviles, y la pareja paga a los niños una asignación hasta que él o ella se convierta en adulto.

El término clase media es un grado o estamento de la estratificación de clase social que se aplica a las personas con un nivel socioeconómico medio que se sitúa entre la clase baja y la clase alta.

## Historia
La existencia de la clase media, si bien puede remontar sus antecedentes al surgimiento de la burguesía como entidad diferenciada de la nobleza y el pueblo llano a fines de la Edad Media y principios de la Era Moderna, se remonta como concepto propio al siglo XVIII[cita requerida]. Esta clase se hace más evidente cuando la separación social es más notoria debido a factores como la autoridad, la abundancia, dinero y trabajo, lo que daba un diferente sentido de vida, religión, educación y cultura para cada parte de la sociedad. Originariamente, los integrantes de esta clase eran la vieja burguesía terrateniente (la gentry, formada por commoners ricos y la baja nobleza), que empezaba a sobresalir por su éxito en la industria, las profesiones liberales y el comercio.
El surgimiento de la gentry fue posible gracias a las revoluciones liberales que ocurrieron en Inglaterra en el siglo XVII. Como consecuencia de las mismas, la monarquía inglesa se vio debilitada, y el estamento aristocrático perdió poder a favor de la burguesía, que logró entrar en el Parlamento y, progresivamente, hacerse con una importante parcela de poder. Desde el Parlamento promoverían una serie de reformas económicas y sociales que favorecerían el acceso de la burguesía a las tierras (Cercamientos, ...); la escasa aplicación de los mayorazgos por parte de la aristocracia, siempre dispuesta a vender terrenos, y la inexistencia de «manos muertas» debido a la expulsión de las órdenes religiosas católicas, favorecieron el proceso de acceso a la tierra por parte de la burguesía. Al mismo tiempo, un período de paz relativamente largo permitió un notable desarrollo comercial en Inglaterra, todo lo cual redundó en la aparición de un grupo social cada vez más numeroso formado por gente dedicada al comercio, pequeños terratenientes, clérigos, profesionales liberales como abogados, arquitectos, escritores, ..., quienes, sin ser ricos, tenían un cierto poder adquisitivo que los capacitaba, entre otras cosas, para poder votar en el Parlamento. De entre la burguesía pronto surgirían auténticos magnates que muy comúnmente lograban acceder a la nobleza, sin por ello abandonar sus actividades; esta característica fue propia de Inglaterra, pues en otros países europeos como Francia o España, acceder a la nobleza solía significar que el burgués abandonaba sus anteriores actividades.
El nuevo estrato social fue desarrollándose a lo largo del siglo XVIII, y ampliándose conforme se iniciaba la incipiente industrialización del país, proceso a su vez íntimamente interrelacionado con el surgimiento de la clase media. Efectivamente, los mismos cambios socioeconómicos que permitieron su surgimiento favorecieron la Revolución industrial: el nuevo terrateniente burgués habría adquirido sus tierras para obtener rendimiento de las mismas, por lo que trataría de mejorarlo aplicando nuevas técnicas agrarias (Sistema Norfolk,...); el dueño de un taller pretendería ampliar sus beneficios produciendo más, mejor y más barato, para lo cual recurriría a inventos como la máquina de vapor, ... La nueva clase media inglesa creó rápidamente una cultura colectiva que alababa el esfuerzo personal, el trabajo y la sobriedad; el espíritu puritano y conservador de esta clase chocaba a veces con el de la vieja aristocracia, de costumbres más relajadas. Ambas clases no se mezclaban socialmente salvo en contadas ocasiones.
En el resto de Europa, la clase media comenzaría su desarrollo de la mano de la Revolución industrial, a comienzos del siglo XIX. Aunque reducida al principio, las progresivas mejoras y el progreso económico la fueron ampliando; sin embargo, seguía estando integrada por personas de cierto nivel educativo (médicos, ingenieros, abogados,...), y que desarrollaban oficios no manuales. Hacia 1850, cuando Karl Marx escribía El Capital, era un grupo reducido de no mucha importancia, cuya posible relevancia Marx explora muy poco, centrándose más en el antagonismo entre obreros y capitalistas; para cuando, a finales del siglo XIX, Max Weber escribe su obra, es el principal grupo económico de la Europa desarrollada, y Weber le dedica una gran atención.
La clase media moderna surge en el siglo XX, inicialmente en Estados Unidos. Las nuevas industrias como la del automóvil de Ford comenzaron a aplicar novedosas técnicas de producción (taylorismo, producción en línea, estandarización del producto, automatización,...) que permitían reducir sobremanera los costes de los automóviles al tiempo que posibilitaban el pago de salarios mayores a los obreros de las fábricas. Estos, al aumentar su nivel adquisitivo, pudieron acceder a nuevos productos (incluido los automóviles que fabricaban), ampliando el mercado potencial de los productos industriales. Se generó una nueva dinámica económica que redundaba en un enriquecimiento de la población y en una mejora de sus condiciones de vida. La clase media pasaría a integrar a estos nuevos miembros, junto con los profesionales que ya la integraban. La aplicación de las teorías económicas keynesianas tras la Segunda Guerra Mundial crearon el concepto de estado del bienestar, orientado hacia la clase media, que pasaría a dominar el panorama del mundo capitalista hasta comienzos del siglo XXI.
Las definiciones científicas de la clase media dependen de la teoría de la estructuración social empleada por el autor La mayoría de las definiciones se apoyan ahora en el marco teórico de Max Weber, centrado en la interacción de las variables de riqueza, poder y prestigio, otra en el de Karl Marx, que integra las tres en un modelo funcional de la estructura social como el grupo integrado por personas de clase media que proponían terminar con los 10 privilegios del ejército y el clero.

## Definición weberiana
De acuerdo con Weber, la sociedad se estratifica como un continuo a lo largo de tres dimensiones paralelas: la económica, la política y la social. Hasta cierto punto, su modelo es afín a la imagen vulgar de la estratificación, aunque define de manera rigurosa las variables que emplea. De acuerdo con el concepto de Weber, las clases objetivas no necesariamente se corresponden con las identificaciones subjetivas efectuadas por los individuos, sino que se definen por las oportunidades que se les ofrece en los mercados su dotación de capital.
Las dimensiones son:
- el «estatus económico», que equivale a la riqueza, es decir, a los ingresos y el capital del que se dispone; la mayor diferencia entre las clases se concentra no en el nivel de ingresos — aunque las disparidades en este pueden ser de hasta un 1000 % entre el quintil superior y el inferior en las sociedades industriales modernas —, sino sobre todo en el volumen y la estructura del capital del que se dispone. La clase media normalmente no dispone de suficiente capital como para dedicarse simplemente a recibir el interés que produce, sino que debe implicarse activamente como empresaria en la gestión de este, como comerciante o industrial en pequeña escala por ejemplo. Weber distingue además los poseedores de capital económico de los poseedores de habilidades especiales por las que pueden obtener un precio relativamente elevado y un cierto grado de control sobre el mercado en el que ejercen;[2]
- el «estatus político», que equivale al poder; aunque es más difícil definir el poder en términos formales o cuantificables que la riqueza, equivale en términos generales a la capacidad que se posee de determinar, directa o indirectamente, la acción de otros. En el modelo de Weber, el poder se concentra sobre todo en el ámbito de la política, a través de la legislación y del monopolio legítimo de la violencia que concentra el Estado. Al estar el control del Estado en manos de una élite, la distribución desigual del poder se concentra en estos;
- el «prestigio», la capacidad de influir sobre la acción ajena a través de la impresión carismática que uno produce. El prestigio puede codificarse en medios institucionales, como los términos o títulos honoríficos que se conceden legalmente, o simplemente ejercerse en la interacción social.

El concepto de clase weberiano está basado sobre todo en la primera de estas dimensiones, la económica. La situación de clase es una determinada posición en un mercado, que define objetivamente las posibilidades de acceder a determinados bienes y oportunidades que circulan en este; el aspecto más característico de una posición de clase, en términos de Weber, es precisamente la clase de oportunidades vitales que se abren a los miembros de la misma a partir de la posesión o no de determinados tipos de bienes, y a la manera en que explotan estos en un mercado. La similitud objetiva entre individuos tiende a definir trayectorias y conjuntos de experiencias afines entre estos, aunque los valores que los individuos adscriban subjetivamente a estas sean diferentes. A la vez, la posesión de determinados tipos de bienes define la posibilidad de actuar en determinados mercados, y recibir en ellos determinados beneficios, que a su vez constriñen los conjuntos futuros de posibilidades vitales.
Al distinguir Weber entre los diferentes mercados de capital —industrial, comercial, educativo, etc.— y las diferentes inversiones a las que puede aplicarse este capital, postula la existencia de grandes distinciones en el seno de la clase media. De hecho, los estudios de Weber en ningún momento identifican una "clase media" como tal; lo que otros analistas subsumen bajo ese término se dividen, en el análisis weberiano, entre la inteligencia técnica —profesionales y técnicos de cuello blanco, que no disponen de capital propio pero sí de habilidades a partir de las cuales pueden obtener rentas apreciables— y la pequeña burguesía, la clase formada por los poseedores de capital que sin embargo no pueden evitar el trabajar ellos mismos en su explotación.
Uno de los puntos cruciales del análisis weberiano de clase es que la clase no es necesariamente una realidad reconocida subjetivamente; los individuos poseen un conjunto determinado de posibilidades, pero no necesariamente son conscientes de ello y de que otros comparten ese mismo destino objetivo. La conversión de las condiciones objetivas en identificaciones subjetivas —comunidades— no es invariable.

## Definición marxista
En la teoría marxista, las clases no se definen por su posición en escalas lineales de poder, prestigio o riqueza, sino por su función estructural en las relaciones de producción (es decir, de explotación). Las relaciones sociales de producción, que constituyen la estructura básica de la sociedad, están definidas por el uso y la posesión de los medios de producción, es decir, de aquellos bienes que no están destinados al consumo directo, sino que se utilizan para producir otros bienes. El control sobre los mismos, que es relativamente independiente del volumen del consumo, determina la evolución futura de la producción.
Aunque Marx no presenta en ningún momento una teoría formal de las clases sociales —estaba trabajando en ella a su muerte—, la idea de clase es fundamental en toda su obra. El Manifiesto Comunista afirma que "la historia de toda la sociedad hasta la fecha es la historia de la lucha de clases". En muchos lugares de su obra se elabora la noción de clase a partir de la noción de que es la relación entre las clases productivas la que define el curso de la historia, la teoría llamada materialismo histórico.
En el capitalismo, a diferencia de formas de producción anteriores, las relaciones de producción económicas definen completa y absolutamente la estructura social; mientras en el feudalismo, por ejemplo, factores aparentemente extraeconómicos, como el estamento (desigualdad jurídica), influían sobre la posición social, en el capitalismo ésta está íntegramente determinada por la posesión de medios de producción y la forma de trabajo (desigualdad económica). La situación estatutaria se transforma íntegramente en situación de clase, y todas las ventajas sociales dependen exclusivamente de la posesión de los medios de producción. Es decir, lo que define la clase no es simplemente lo que se posee, sino lo que se hace, la actividad en la que la persona se ocupa.
En el esquema marxista, la estructura capitalista se divide simplemente entre proletarios u obreros —es decir, aquellas personas cuya única posesión es su propia fuerza de trabajo— y capitalistas o burgueses —es decir, aquellas personas cuya propiedad de los medios de producción define su posición en el intercambio económico, al permitirles usar su riqueza para aumentar el caudal de la misma a través de la explotación de la fuerza de trabajo de los obreros.
Como otras clases —la de los terratenientes, por ejemplo— la clase media en el sentido marxista es un residuo de épocas anteriores, que subsiste temporalmente en el sistema capitalista. Marx la considera formada por aquellos que poseen algo de propiedad, pero no la suficiente para poder dedicarse íntegramente a la explotación de la clase obrera (nótese la diferencia con Weber, que consideraba que los propietarios que debían destinar su tiempo a la actividad empresarial eran también, de algún modo, parte de la clase media). La relación de los pequeñoburgueses —sinónimo, en Marx, de la clase media— con el trabajo es por lo tanto ambivalente: defiende la propiedad privada de los medios de producción, pero se opone a los principios políticos de la gran burguesía, partidaria de la liberalización irrestricta, al ser consciente de que es incapaz de competir con aquella. Esta ambigüedad, que se refleja en conflictos internos, reduce el papel de esta clase como actor político; en la medida en que tiene un carácter propio, la pequeña burguesía es reaccionaria, abogando por el retorno de los antiguos medios de control social que limitaban el desarrollo del capitalismo. De acuerdo a las previsiones de Marx, la pequeña burguesía tendería a desaparecer, siendo absorbidos los más exitosos de sus miembros en la alta burguesía —de acuerdo a la ley de concentración del capital—, mientras que la mayoría de los mismos se proletarizaría.
La teoría marxista posterior se interesaría con frecuencia por la sorprendente persistencia de la clase media; muchos análisis intentaron demostrar que, de acuerdo con las previsiones de Marx, esta estaba en efecto desapareciendo. El radical incremento de la diferencia entre los extremos superior e inferior de ingresos pareció confirmar tal hipótesis. Otras opciones teóricas intentaron describir el surgimiento de la «nueva clase media», formada por profesionales de cuello blanco, las filas crecientes de burócratas y empleados administrativos, y la «aristocracia obrera», dando lugar a las teorías postfordistas. Otras, finalmente, afirmaron que la oposición en el seno de las sociedades avanzadas se veía trasladada a las relaciones globales, cumpliendo la polarización entre los países centrales y la periferia del mundo temporalmente el papel de la radicalización de la contradicción entre proletarios y capitalistas dentro de una misma sociedad. 
En conclusión podríamos definir a la clase media, según la teoría marxista, como aquel sector social de trabajadores que son dueños de sus propios medios de producción, o al revés: aquel sector social de los dueños de los medios de producción, cuya fortuna no da para contratar obreros, por lo que es el mismo quien trabaja los medios y se dedica a la producción de mercancías. lo importante de este sector, es que la producción de su trabajo no es alienada, es decir, que disfrutan del producto de su trabajo.
Eran los comerciantes que se encontraban con buena estabilidad económica, y podían pagar sus impuestos sin dificultades.

## Análisis
Puede analizarse el grupo por los individuos con una perspectiva sociológica de interaccionismo simbólico o funcionalista. No hay un enfoque de conflicto entre clases, pues la oposición entre dos clases únicas se ha resuelto dividiendo la clase media en dos grupos: pequeña burguesía y gestores, por el principio de que hay una contradictoria localización de individuos que están en dos clases al mismo tiempo y en una permeable ascensión vertical por la igualdad de oportunidades. Es clase bisagra entre los provenientes de la clase trabajadora obrera, que fabrican lo que la sociedad necesita y aspira a la migración hacia la clase media, y la clase alta, que es la elite en el poder, que dicta las normas, que en cierta forma aplica o gestiona la clase media. 
Es un numeroso grupo, el mayor, que sustenta el concepto de economía capitalista y con alto grado de profesionalidad o prestigio social y constituyendo un nuevo proletariado influyente o poder social (Mallet), incorporándose como la nueva y numerosa clase trabajadora (de Marx) que poseería los medios de producción, que ahora forman parte de la modernidad. 
Las propiedades más interesantes a analizar son sobre su comportamiento y valores, manifestados en su acción social y con relación a su significación y aportación al sistema social, relacionados con el prestigio y el poder. También se establece que es un grupo formado por el mercado laboral tecnocrático, que queda patente en las nuevas definiciones de puestos de trabajo de nivel muy cualificado. Inequívocamente su aportación es esencial como artífices del funcionamiento operacional del sistema social y su supervivencia. La percepción de la clase media por las otras dos clases es de reconocimiento de su rol en la sociedad. La estratificación social se diluye cuando aumenta la clase media (Fraga) y (Robles Piquer). La estratificación sitúa a las clases en la estructura social y se desarrollan en el sistema social de forma multidisciplinar, porque es económico y cultural más prestigio y poder. La clase social se refiere a individuos y la estratificación se refiere a grupos. Por tanto en la clase social se fija el estatus social, que corresponde a la distribución de riqueza, poder y movilidad de los individuos. 
La descripción magistral de las clases está primero en la novela picaresca y después en la novela realista en el realismo literario y en el naturalismo del periodo decimonónico europeo y también en la literatura hispanoamericana actual (Vargas Llosa) para la vieja y nueva clase. Asimismo en el cine latino mexicano. Un ensayo filosófico de las clases sociales en José Vericat, Diccionario Crítico de Ciencias Sociales. Una definición que refleja una época (1947) en Carlos Robles Piquer. El puesto de las clases medias está en el rango de clases de Gilbert y Kahl: Infra clase, Infra trabajo, Trabajadores manuales, Media baja, Media alta, Clase alta capitalista o elite en el poder.
Un análisis pormenorizado, que por ejemplo sea previo a una encuesta por escalas o a un trabajo de campo, como observador participativo, debería incluir estos conceptos que fijan la percepción para evitar divagaciones: identidad, trabajo, profesionalidad, movilidad, riqueza, deportes, descripción, partidismo, sindicalismo, ética, moral, instrucción, inmigración, subclases y accesibilidad.
| Predecesor: Clase Media Baja | Clase Media | Sucesor: Clase Media Alta |